# Gian Francesco Malfatti
Pour les articles homonymes, voir Malfatti.
Gian Francesco Malfatti (né le 26 septembre 1731 à Ala en Italie, mort le 9 octobre 1807) est un mathématicien italien à qui on doit en particulier le Problème de Malfatti.

## Biographie

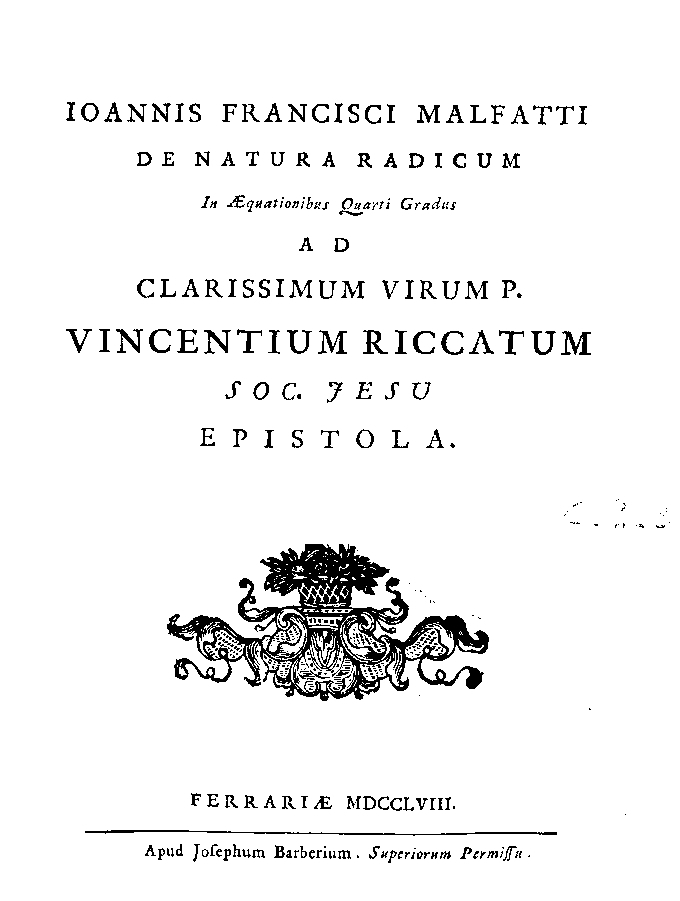
De natura radicum in aequationibus quarti gradus, 1758

Il a étudié à Bologne, a fondé une école de mathématiques à Ferrare en 1754, et est devenu professeur de l'Université de Ferrare en 1771.